# Превращение воды в вино (народное христианство)

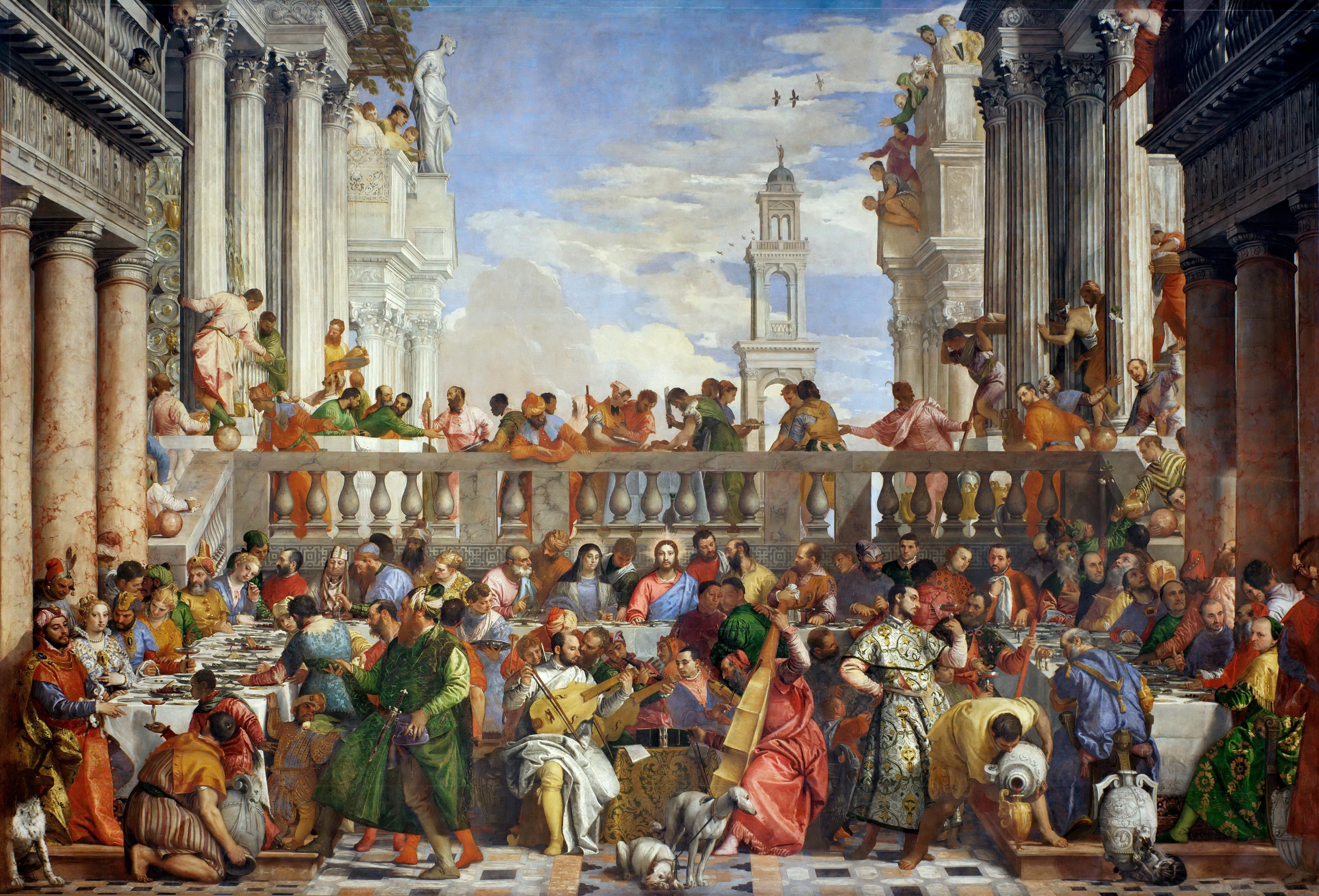
Паоло Веронезе. «Брак в Кане Галилейской», 1562—1563. Лувр, Париж

Превращение воды в вино — в народном христианстве вера в то, что в особые священные дни вода превращается в вино. Предание о том, что в рождественскую полночь во всех природных источниках вода превращается в вино, распространено у многих народов Европы. Некоторые этнографы объясняют верование переплетением христианских и языческих традиций. Согласно Иоанну Богослову, претворение воды в вино (бетфания — букв. явление в доме) является первым открыто совершённым чудом Иисуса Христа. Происходило во время брачного пира в городе Кане, недалеко от Назарета:

Было же тут шесть каменных водоносов, стоявших по обычаю очищения Иудейского, вмещавших по две или по три меры. Иисус говорит им: наполните сосуды водою. И наполнили их до верха. И говорит им: теперь почерпните и несите к распорядителю пира. И понесли. Когда же распорядитель отведал воды, сделавшейся вином, — а он не знал, откуда это вино, знали только служители, почерпавшие воду, — тогда распорядитель зовёт жениха и говорит ему: всякий человек подаёт сперва хорошее вино, а когда напьются, тогда худшее; а ты хорошее вино сберёг доселе. Так положил Иисус начало чудесам в Кане Галилейской и явил славу Свою; и уверовали в Него ученики Его.
— Ин. 2:1-11
По немецким легендам, чудо превращения в вино длится ограниченное количество времени: на период полночного боя часов, три минуты, одну минуту, во время удара 12-го колокола. В северной Чехии это происходит в момент щёлканья плетью[уточнить]. В немецком Эйфеле в рождественскую ночь, в период между полночью и часом ночи, проточная вода становится вином и начинает течь в противоположном направлении. В Швабии бытовало суеверие, что никто не может подойти к воде, ставшей вином, так как в чудесную ночь орудует множество разбойников. По мнению русского этнографа Александра Страхова, в этом объяснении содержится «рационалистическая мотивировка» запрета проверять чудо. Люди, которые намеренно пытались убедиться в истинности чуда, могли быть наказаны (ослеплены, убиты чёртом, дьяволом, внезапно или долго умирали). Чтобы чудо произошло, нужно выполнить несколько условий, в частности, осуждались попытки его проверить, так как это приравнивалось к неверию. В итальянском Абруццо рассказывали, что в новогоднюю полночь вода в источниках на мгновенье становится золотом. Однажды одна женщина, не зная об этом, набрала воды из ручья в таз и обнаружила, что он полон золота.
У западных и восточных славян на Карпатах зафиксировано поверье, что раз в год (на Рождество, Крещение, в Страстную пятницу) вода в источниках обращается в вино. Карпатские русины в рождественскую полночь ходили на ручей проверять воду, не превратилась ли она в вино. Поляки за ужином в сочельник, во время того как пили воду, приговаривали, что это вино. Среди сербов бытовало мнение, что в крещенскую ночь раскрываются небеса, реки, ручьи и ветер замирают, вода превращается в вино. Согласно средневековой легенде, монахи Корвейского аббатства в день Святого Витта устраивали традиционную праздничную трапезу. Однажды из-за своей бедности они не могли накрыть на стол, но случилось чудо. Два оленя сами пришли на кухню, две большие рыбы были найдены на пороге, а вода из родника превратилась в вино. Это повторялось каждый год, пока аббатом был умеренный человек, который брал только одного оленя, одну рыбу и вино по необходимости. Когда он умер, на его месте оказался жадный аббат, который забрал оленей и рыбу, полностью вычерпал вино. С тех пор чудо не повторялось.
По народным верованиям, вода в рождественскую ночь могла становиться целительной, некоторые люди окунались, чтобы излечиться. Немецкий филолог Якоб Гримм в своём труде «Германская мифология» (Deutsche Mythologie; 1835) отмечал, что уже в проповеди Иоанна Златоуста, произнесённой им на Богоявление в 387 году в Антиохии, указывалось, что на этот праздник в полночь люди набирали родниковую воду и хранили её целый год, а иногда даже два или три года. Этот обряд, видимо, продиктован верой в целительные свойства такой воды. Уже само название священной воды (heilawâc, heilwâc, heilwæg) в немецком языке указывает на его древность. Такая вода должна была быть набрана «в священный праздник, в полночь или перед рассветом, в торжественной тишине». Она имела целебные свойства и не портилась. По его оценке, такие верования представляют собой древнейший образец соединения язычества с христианством. Он указывал, что по сохранившимся народным представлениям взятая в рождественскую или пасхальную ночь в 12 часов (или между 11 и 12 часами) из родника вода превращается в вино. Русский филолог Александр Потебня привёл эти сведения Гримма, но возразил, что в данном обычае мало христианской составляющей, так как христианство «только не мешало сохранению языческих поверьев». По его мнению, связь между первым чудом Христа и верой в превращение вина на Рождество не прослеживается. Он отнёс чудеса священной ночи (волнение и превращение воды в вино, раскрытие неба, исполнение загаданных желаний, цветение и плодоношение деревьев, обретение дара слова скотом) к вере в то, что в это время землю посещал языческий бог. В противовес такой оценке Страхов высказал убеждение в том, что превращение воды в вино имеет евангельское происхождение, при этом в народном христианстве евангельский сюжет смешивался с евхаристией — таинством превращения вина в кровь Христа. Этим объясняется и то, что вера в превращение воды в вино происходит на Рождество. Согласно некоторым легендам, вода могла превратиться в кровь (Нормандские острова). На территории штата Северная Каролина вода в новогоднюю ночь считалась кровью Христа. Немцы восточной Чехии говорили, что вода становится вином на короткий промежуток времени, во время литургического претворения вина в кровь Христову.